# Sainte-Walburge
Sainte-Walburge is een wijk in de Belgische stad Luik. In 2015 telde de wijk 12.702 inwoners.
De wijk ligt op de linkeroever van de Maas, op het Haspengouws Plateau. Vanuit de historische benedenstad van Luik voert de hoge trap van de Montagne de Bueren naar dit plateau. De helling werd vroeger voor de wijnbouw gebruikt.
Boven bevindt zich de Citadel van Luik, waar tegenwoordig ook een hospitaal is gebouwd, het CHR (Centre Hôpitalier Régional).
De Sint-Walburgakerk is de belangrijkste parochiekerk in deze wijk.
In de buurt Naimette-Xhovémont, welke eveneens bij Sainte-Walburge is ingedeeld, bevindt zich nog de Sint-Julianakerk.